# 陈贤本
陈贤本（1900年—1975年），另说1899年出生，中华民国大陆时期工业家，“呢绒大王”。浙江鄞县人，中国核农学先驱陈子元之父。

## 生平
生于浙江鄞县走马塘陈家。父陈宝顺为雇农，家中清贫。陈贤本曾在全县会考中夺得第一，但因家贫辍学，赴上海谋生。1918年，考入上海永安公司木器部，初为售货员。1921年，辞职，继考入上海华洋德律风公司（上海电话局前身），为记账员。1922年，与余照云结婚。1924年，陈子元出生，陈子元日后成为中国核农巨子。1925年，陈贤本自德律风公司辞职。
1926年，与友人合资在上海创办“先达骆驼绒厂”，陈任技师兼公务主任，后任协理。陈在此期间，研制出中国第一代骆驼绒，故有“中国呢绒第一人”之称。1929年，公司因股东争议分离。1931年，陈在上海再创办胜达呢绒厂，成产出中国最早的国产精纺呢绒。1932年，公司因受欺诈濒临解体。
1932年，陈再筹设中国统一呢绒纺织厂，1933年正式投产。1936年，中国统一呢绒纺织厂成为陈的独资企业，产品标示“中国统一本记”。1937年，抗日战争爆发，工厂被日军占领。在此期间，陈仍多方参与实业，参与创办宝仁纸盒厂、中南袜厂、恒达百货号、中央原料物业实业社等实业，并入股大光明毛织厂。陈被推举为上海呢绒工厂业同业公会主席。陈也参与慈善，救济灾民，捐钱捐物支援抗战。1938年2月，入上海大夏大学（今华东师范大学）修读法律。拒不与日方和汪精卫政府合作。
1975年，陈贤本在上海逝世。

### 引用
1. ↑  . 浙商网. 2014-09-29  [2014-10-28]. （原始内容存档于2014-10-28） （中文（中国大陆））.
2. 1 2  . 东南商报. 2014-10-05  [2014-10-28]. （原始内容存档于2014-10-28） （中文（中国大陆））.
3. 1 2  . 长微博. 2014-09-29  [2014-10-28] （中文（中国大陆））.[永久]
4. ↑  . 凤凰网. 2014年9月29日  [2014-10-28]. （原始内容存档于2014-10-28） （中文（中国大陆））.

### 书籍
- 《陈子元传》